# Julie Bagot
Pour les articles homonymes, voir Bagot.
Julie Bagot, née à Saint-Brieuc le 27 avril 1785, décédée à Saint-Brieuc le 6 septembre 1864, est une personnalité féminine, fondatrice d’un orphelinat.

## Sa vie
Issue d’une vieille famille briochine, elle était la fille du docteur Bagot qui fut maire de Saint-Brieuc et député. 
Elle fonda, en 1816, l'orphelinat de la Sainte Famille (1816) pour venir en aide aux jeunes filles indigentes de la ville et, en 1838, fit reconstruire, rue Ruffelet, à l'emplacement du premier lieu de culte fondé par le moine Brieuc vers 580, la chapelle Notre-Dame de la Fontaine qui avait été détruite en 1799. Elle est aussi cofondatrice de la congrégation religieuse des Filles de la Providence de Saint-Brieuc. 
On [Qui ?] dit qu’elle mourut en odeur de sainteté. [réf. nécessaire]
Sa tombe se trouve dans le caveau familial de la chapelle Notre-Dame de la Fontaine.

## Le Prix Montyon
Un prix Montyon de la vertu, d’un montant de 5 000 francs fut attribué en 1832 à Julie Bagot, demeurant à Saint-Brieuc (Côtes-du-Nord), qui, ne possédant que 700 francs de revenu, a fondé un établissement pour les orphelines de la classe pauvre. Dans cet asile, que sa tendre sollicitude a imaginé d'ouvrir à l'enfance malheureuse et isolée, on apprend aux élèves à lire, à écrire, à tricoter, à coudre, à filer la laine, sans négliger leurs devoirs ni la religion. L'établissement, composé dans l'origine de 4 orphelines seulement, compte aujourd'hui dans son sein 40 jeunes filles, appartenant aux familles les plus indigentes. Quand leur éducation est finie, leur institutrice ne s'en tient pas là, elle leur procure encore des conditions avantageuses chez des personnes de bien. Déjà plus de cent orphelines lui doivent leur existence.

## Biographie
- Blanche de Rosarnou. Biographies Bretonnes : Mlle Julie Bagot, Félicité-Marie de la Villéon, Thérèse Gaubert et Marie-Amice Picard. Paris. 1862.
- Docteur du Bois Saint-Sévrin. Société d’Émulation des Côtes-du-Nord. t X. 1928.